# Денні Авдіч
Денні Авдіч (швед. Denni Avdić, нар. 5 вересня 1988, Гускварна, Швеція) — шведський футболіст, нападник клубу Зволле. Зіграв один матч за збірну Швеції в 2009 році.

## Кар'єра гравця
Коли Денні було 15 років, з ним уклав контракт данський футбольний клуб «Брондбю». Він грав за дубль команди у другому дивізіоні чемпіонату Данії «Схід». У 2006 році Авдіч був відпущений з «Брондбю» на його прохання, яке пояснювалось бажанням жити ближче до сім'ї, і він перейшов в шведський «Ельфсборг».
Там Денні досяг значного прогресу, і його почали називати одним з найталановитіших футболістів Швеції. У листопаді 2006 дебютував в чемпіонаті Швеції проти команди  АІК і забив тоді 2 гола, а команда виграла з рахунком 4:0.
3 січня 2011 підписав контракт з бременським «Вердером» до літа 2014 року.
В кінці серпня 2012 був орендований  нідерландським клубом «Зволле».

## Титули та досягнення
- Чемпіон Швеції (1): 2006